# Warszawska syrena
Warszawska syrena – polska baśń filmowa w reżyserii Tadeusza Makarczyńskiego nakręcona w 1956 roku. W filmie wykorzystano różne podania i legendy dotyczące powstania i pradziejów Warszawy nieco je jednak modyfikując.

## Treść
Głównymi bohaterami są Warsz i Sawa – dwoje zakochanych w sobie mieszkańców nadwiślańskiej wioski. On jest kowalem, ona córką miejscowego kmiecia i pasierbicą wiedźmy Kobylichy. Na drodze ich miłości piętrzą się rozmaite przeszkody, ale zostają one pokonane dzięki sile ich uczucia oraz pomocy mieszkającej w Wiśle Syreny.

## Obsada
- Barbara Połomska – Sawa
- Hanna Zembrzuska – Syrena
- Igor Śmiałowski – Warsz
- Hanna Skarżanka – Kobylicha
- Wacław Jankowski – Sławeusz
- Alfred Łodziński – Dziwun
- Wiesław Michnikowski – Maciek
- Alicja Jankowska – Kasia
- Jan Koecher – pustelnik
- Eugeniusz Solarski – głuchy starzec
- Lech Ordon – kupiec Golas
- Józef Klejer – kupiec Polas
- Adam Mularczyk – kupiec Niedolas
- Bronisław Pawlik – Kot
- Włodzimierz Skoczylas – Kruk
- Krystyna Borowicz – Pleciuga
- Maria Pawluśkiewicz – Bogucha
- Stefan Friedmann – Grześ
- Karol Leszczyński – ojciec Maćka
- Bronisław Darski – wieśniak
- Witolda Czerniawska
- Józef Czerniawski
- Ludwik Jabłoński – wieśniak
- Zdzisław Kuźniar
- Tadeusz Somogi
- Janina Malikowska
- Halina Krzyżanowska
- Mieczysław Kalenik – Jasiek
- Janusz Strachocki – Szczepan
- Maria Broniewska
- Władysław Olszyn
- Hanna Parysewicz
- Elwira Różycka
- Maria Ciesielska – dziewczyna z wioski
- Jan Kobuszewski – rybak
- Tadeusz Kalinowski
- Ewa Skarżanka – młoda gęsiareczka
- Stanisław Michalski – wieśniak